# دهه ۱۳۴۰ (میلادی)
دهه ۱۳۴۰ (میلادی) صد و سی و چهارمین دهه تقویم میلادی است.

## درگذشتگان
‎